# مانولین

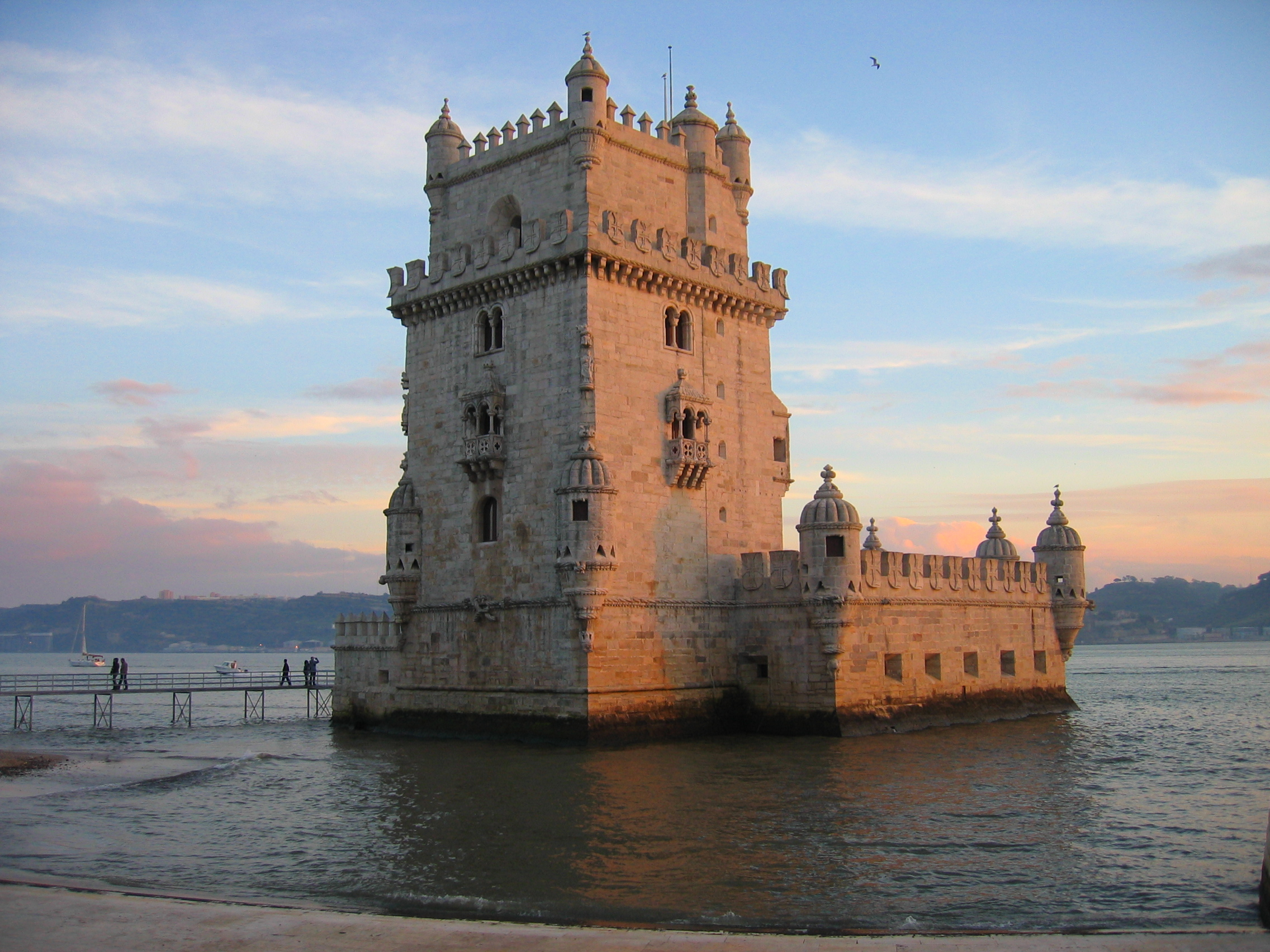
برج بلم در لیسبون یکی از نمایان‌ترین نمونه‌های سبک مانوئلین است.

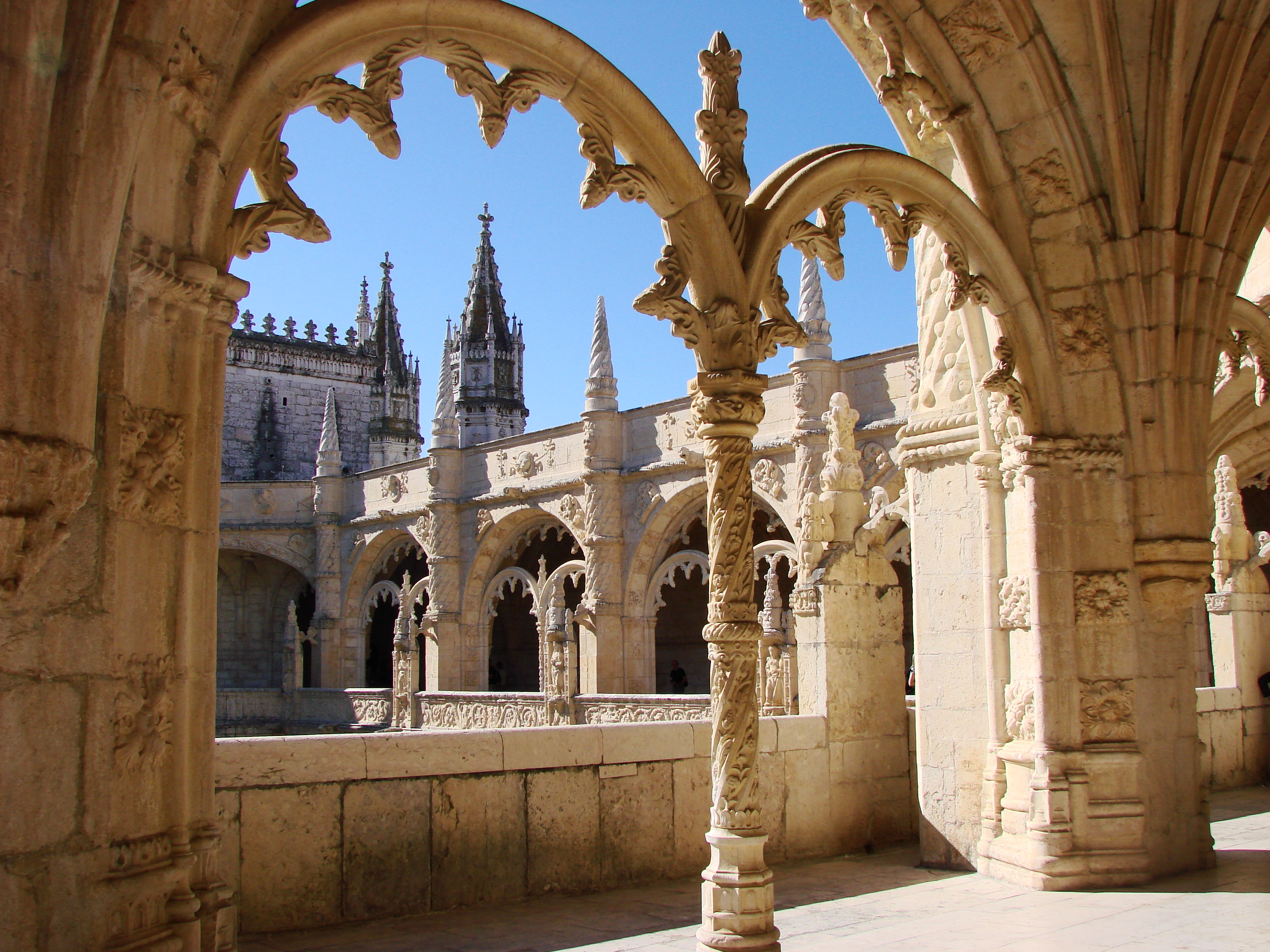
تزئینات مانوئلین در رواق‌های صومعه ژرونیموس، بلم (لیسبون)

سبک مانوئلین (پرتغالی: estilo manuelino، آوانگاری: [ɨʃˈtilu mɐnweˈlinu])، که گاه با عنوان گوتیک متأخر پرتغالی نیز شناخته می‌شود، یک سبک مجلل و تلفیقی در معماری پرتغالی است که در قرن شانزدهم، طی رنسانس پرتغال و عصر اکتشاف پدید آمد. معماری مانوئلین شامل عناصر دریایی و بازنمایی‌هایی از اکتشافاتی است که از سفرهای واسکو دو گاما و پدرو آلوارز کابرال به دست آمد. این سبک نوآورانه، جنبه‌هایی از معماری گوتیک متأخر گوتیک شعله‌سان را با موتیف‌های اصیل و تأثیرات معماری پلاترسک، مدجن، معماری ایتالیایی و فلاندر تلفیق می‌کند.
سبک مانوئلین گذار از گوتیک متأخر به معماری رنسانس را نشان می‌دهد. ساخت کلیساها و صومعه‌ها در این سبک عمدتاً از محل درآمدهای حاصل از تجارت ادویه پرسود با آفریقا و هند تأمین مالی می‌شد.

## نام
این سبک به نام خود، سال‌ها بعد توسط فرانسیسکو آدولفو دو وارنهگن، مارکی دو پورتو سگورو، در کتابش با عنوان Noticia historica e descriptiva do Mosteiro de Belem, com um glossario de varios termos respectivos principalmente a architectura gothica که در سال ۱۸۴۲ نوشته شد، نام‌گذاری شد. وارنهگن این سبک را به افتخار مانوئل یکم، پادشاه پرتغال که سلطنت او (۱۴۹۵–۱۵۲۱) با توسعه این سبک همزمان بود، نام‌گذاری کرد.

## تاریخچه
این سبک تأثیر عمیقی از موفقیت‌های شگفت‌انگیز سفرهای اکتشافی ناوبران پرتغالی از مناطق ساحلی آفریقا تا کشف برزیل و مسیرهای اقیانوسی به خاور دور گرفت.
هرچند دوره این سبک مدت کوتاهی (از ۱۴۹۰ تا ۱۵۲۰) به طول انجامید، اما نقش مهمی در توسعه هنر پرتغال ایفا کرد. تأثیر این سبک فراتر از دوران سلطنت مانوئل یکم گسترش یافت. در تجلیل از قدرت دریایی جدید پرتغال، این سبک در معماری (کلیساها، صومعه‌ها، کاخ‌ها، قلعه‌ها) ظاهر شد و به سایر هنرها همچون مجسمه‌سازی، نقاشی، آثار هنری ساخته‌شده از فلزات گران‌بها، سفالیه و مبلمان نیز نفوذ کرد.

## ویژگی‌ها

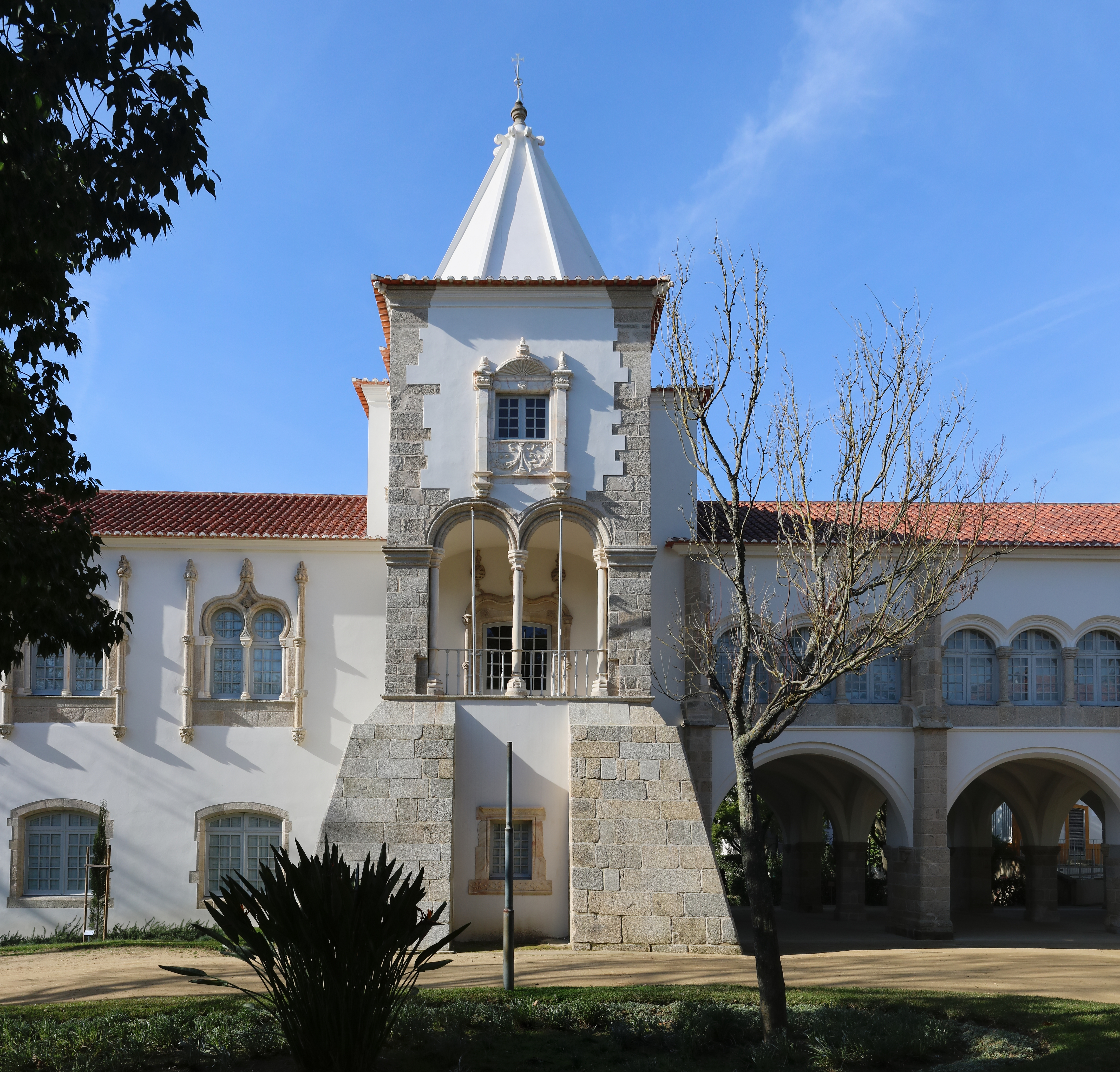
کاخ سلطنتی سابق در اِوورا

این سبک تزئینی به‌خاطر تزئینات پیچیده و استادانه‌ای که در درگاه‌ها، پنجره‌ها، ستون‌ها و طاق‌ها به چشم می‌خورد، شناخته می‌شود. در دوره پایانی، این سبک گرایشی به اغراق بیش از حد پیدا کرد، همان‌طور که در تومار دیده می‌شود.
چندین عنصر به‌طور مکرر در این سنگ‌تراشی‌های پیچیده دیده می‌شوند:
- عناصر مرتبط با کشتی‌ها: استرلاب گوی‌شکل (ابزاری ناوبری و نشان شخصی مانوئل یکم که نمادی از کیهان نیز محسوب می‌شود)، کره‌ها، لنگرها، زنجیرهای لنگر، طناب‌ها و کابل‌ها.
- عناصر دریایی: نظیر صدف‌ها، مرواریدها و رشته‌های جلبک دریایی.
- نقوش گیاهی: مانند شاخه‌های برگ بو، برگ‌های بلوط، بلوط‌ها، کپسول‌های خشخاش، ذرت و خارها.
- نمادهای مسیحیت: مانند صلیب نظم مسیح (شوالیه‌های معبد سابق)، که نقشی برجسته داشتند و کمک مالی به اولین سفرهای اکتشافی کردند. صلیب این نظم بر بادبان‌های کشتی‌های پرتغالی نقش بسته بود.
- عناصر سرزمین‌های تازه کشف‌شده: مانند طرح‌های پنجره در صومعه باتالها که ملیله‌کاری اسلامی را تداعی می‌کند و از بناهای هند تأثیر گرفته است.
- ستون‌هایی با طرح طناب‌های تابیده
- طاق‌های نیم‌دایره‌ای (به‌جای طاق‌های نوک‌تیز گوتیک)، که گاهی از سه یا چند منحنی محدب تشکیل شده‌اند.
- چندین ستون
- سرستون‌های هشت‌ضلعی
- عدم تقارن
- مناره‌های مخروطی‌شکل
- کنگره‌های پخ‌شده
- درگاه‌های پرزرق‌وبرق با طاقچه‌ها یا سایبان‌ها

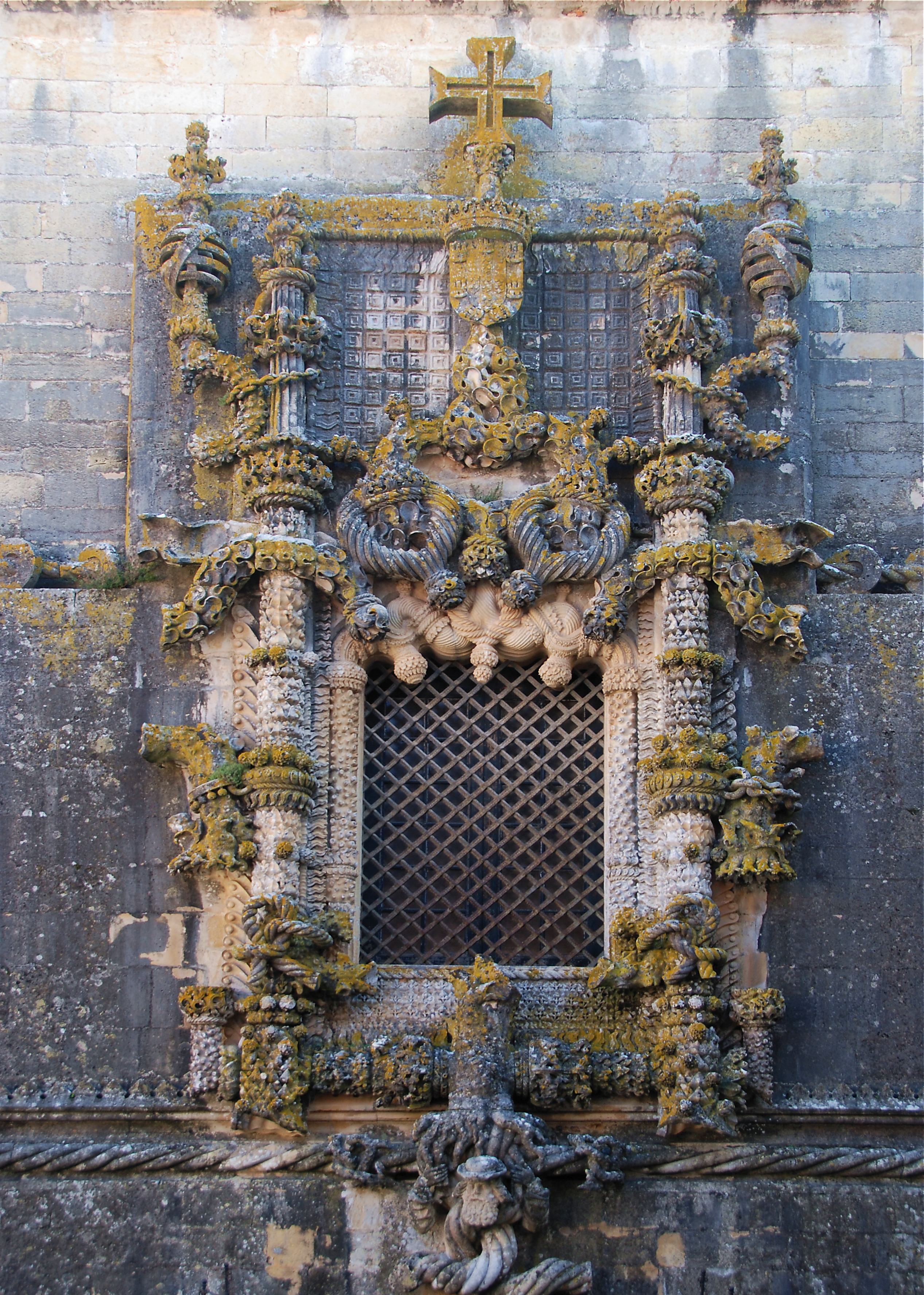
پنجره صومعه مسیح در تومار یکی از معروف‌ترین نمونه‌های سبک مانوئلین است.

## نمونه‌ها

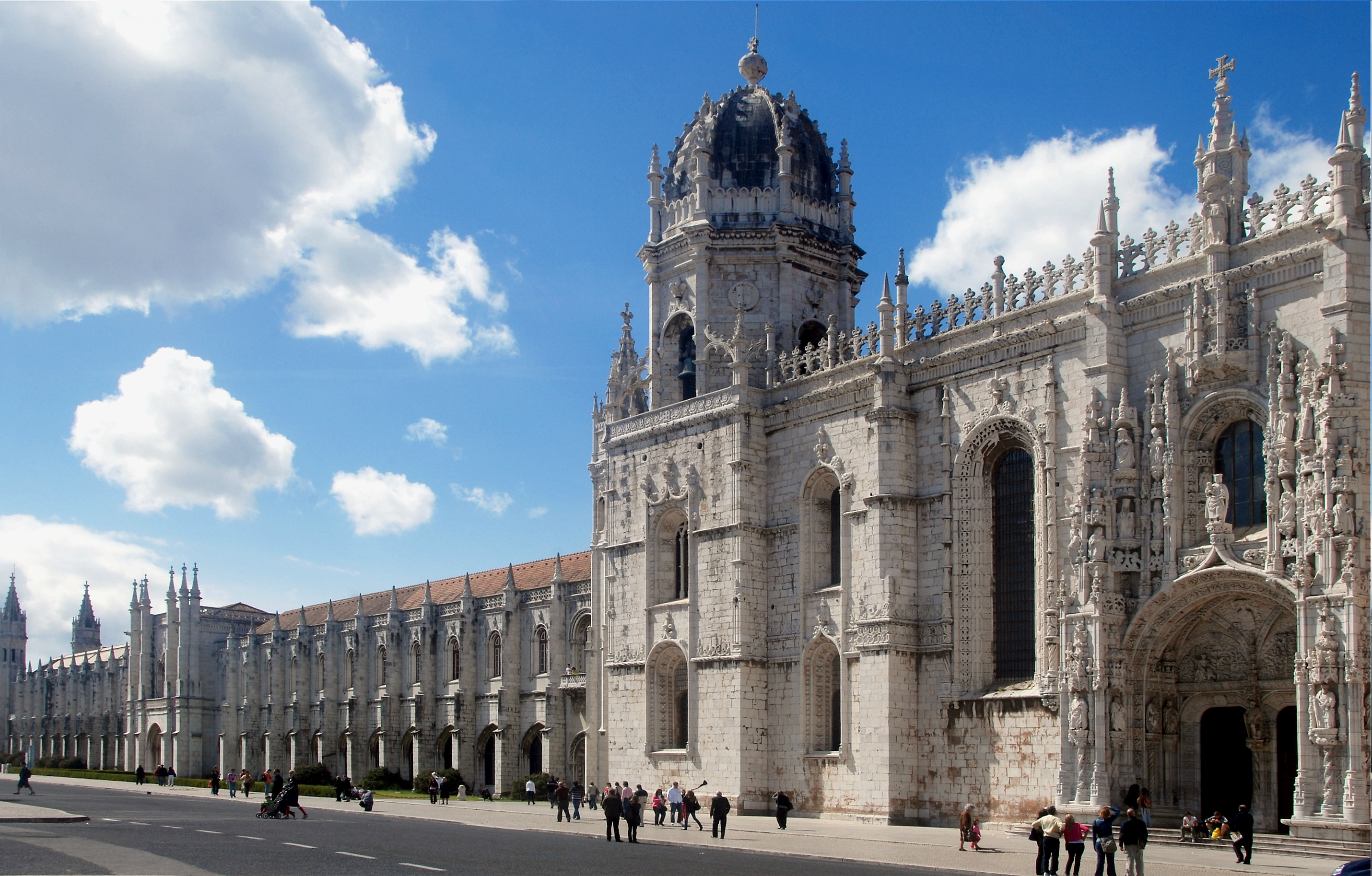
نمای خارجی سبک مانوئلین در صومعه ژرونیموس در لیسبون

زمانی که شاه مانوئل یکم در سال ۱۵۲۱ درگذشت، او ۶۲ پروژه ساختمانی را تأمین مالی کرده بود. با این حال، بسیاری از معماری‌های اصلی مانوئلین در پرتغال بر اثر زمین‌لرزه ۱۷۵۵ لیسبون و سونامی متعاقب آن تخریب شد یا به شکلی آسیب دید که امکان بازسازی آن وجود نداشت. در لیسبون، کاخ ریبیرا که محل اقامت شاه مانوئل یکم بود، به همراه بیمارستان رویال دی تودوس او سانتوس و چندین کلیسا نابود شد. با این حال، شهر هنوز نمونه‌های برجسته‌ای از این سبک مانند صومعه ژرونیموس (طراحی شده عمدتاً توسط دیگو بویتاک و ژوائو د کاستیلو) و قلعه کوچک برج بلم (طراحی شده توسط فرانسیسکو د آرودا) را در خود جای داده است. هر دوی این بناها در نزدیکی یکدیگر در منطقه بلم واقع شده‌اند. درگاه کلیسای کلیسای بانوی ما از کونسیسائو ولا در مرکز لیسبون نیز از تخریب جان سالم به در برده است.
خارج از لیسبون، کلیسا و تالار فصل صومعه مسیح در تومار (پرتغال) (طراحی شده توسط دیگو د آرودا) یک بنای مهم مانوئلین است. به‌ویژه پنجره بزرگ تالار فصل، با نقش‌ونگارهای پیچیده و طرح‌های طناب‌پیچ، یکی از برجسته‌ترین دستاوردهای سبک مانوئلین به‌شمار می‌رود.
دیگر بناهای مهم مانوئلین شامل طاق‌های صومعه سلطنتی (طراحی شده توسط دیگو بویتاک) و صومعه باتالها (طراحی شده توسط ماتیوس فرناندز) در صومعه باتالها و کاخ سلطنتی سینترا می‌شوند.
از دیگر بناهای برجسته مانوئلین می‌توان به کلیسای صومعه عیسی ستوبال (یکی از نخستین کلیساهای مانوئلین که توسط دیگو بویتاک طراحی شده)، صومعه سانتا کروز در کویمبرا، کلیساهای اصلی گولگا، ویلا دو کنده، مورا، کامینیا، الیبنسا و بخش‌هایی از کلیساهای جامع براگا (نمازخانه اصلی)، ویزئو (طاق‌ریزی ناو) و گوآردا (درگاه اصلی، ستون‌ها، طاق‌ریزی) اشاره کرد. ساختمان‌های غیرمذهبی به سبک مانوئلین نیز در اوورا (از جمله کاخ سلطنتی اوورا در سال ۱۵۲۵، طراحی شده توسط پدرو د تریلو، دیگو د آرودا و فرانسیسکو د آرودا) و قلعه اورامونت (ساخته شده در سال ۱۵۳۱)، ویانا دو کاستلو، گیماریش و شهرهای دیگر وجود دارند.
این سبک به هنرهای تزئینی نیز گسترش یافت و در سراسر امپراتوری پرتغال، از جمله جزایر آزور، مادیرا، مناطق استعماری در شمال آفریقا، برزیل مستعمراتی، گوا در هند پرتغالی و حتی ماکائوی پرتغال در چین رواج یافت. تأثیرات آن در جنوب اسپانیا، جزایر قناری، شمال آفریقا و مستعمرات سابق اسپانیا در پرو و مکزیک نیز قابل مشاهده است.